# Lecanactis
Lecanactis is een geslacht van schimmels in de familie Roccellaceae. De typesoort is het korstmos Lecanactis abietina.

## Soorten
Volgens Index Fungorum bevat het geslacht 144 soorten (peildatum september 2021):
| Soortnaam                          | Auteur(s)                                   | Publicatiejaar |
| ---------------------------------- | ------------------------------------------- | -------------- |
| Lecanactis abietina (Maleboskorst) | (Ach.) Körb.                                | 1855           |
| Lecanactis acicularis              | C.W. Dodge                                  | 1969           |
| Lecanactis albida                  | Groenh.                                     | 1954           |
| Lecanactis americana               | Vain.                                       | 1890           |
| Lecanactis aponina                 | (A. Massal.) Arnold                         | 1884           |
| Lecanactis arenae                  | Flagey                                      | 1896           |
| Lecanactis atacamensis             | C.W. Dodge                                  | 1969           |
| Lecanactis atropunctata            | Sparrius, Saipunkaew & Wolseley             | 2006           |
| Lecanactis biformata               | H. Olivier                                  | 1911           |
| Lecanactis biformis                | (A. Massal.) Körb.                          | 1855           |
| Lecanactis borbonica               | Ertz & Tehler                               | 2011           |
| Lecanactis bullata                 | Zahlbr. ex van der Byl                      | 1931           |
| Lecanactis bullata                 | Zahlbr.                                     | 1932           |
| Lecanactis caesia                  | Zahlbr.                                     | 1923           |
| Lecanactis californica             | Tuck.                                       | 1888           |
| Lecanactis canariensis             | van den Boom & Etayo                        | 2006           |
| Lecanactis cinnabarina             | (DC.) Fr.                                   | 1831           |
| Lecanactis citrina                 | (Follmann) Frisch & Ertz                    | 2014           |
| Lecanactis cohibens                | (Nyl.) Nyl.                                 | 1891           |
| Lecanactis concordans              | (Nyl.) Zahlbr.                              | 1923           |
| Lecanactis confluens               | Mont.                                       | 1842           |
| Lecanactis coniochlora             | (Mont. & Bosch) Zahlbr.                     | 1923           |
| Lecanactis cretacea                | (Müll. Arg.) Stizenb.                       | 1890           |
| Lecanactis cymbegrapha             | (Leight.) Nyl.                              | 1889           |
| Lecanactis deightonii              | C.W. Dodge                                  | 1953           |
| Lecanactis deminuens               | (Nyl.) Vain.                                | 1909           |
| Lecanactis denticulata             | Vain.                                       | 1915           |
| Lecanactis depauperata             | Nyl.                                        | 1857           |
| Lecanactis develans                | Nyl.                                        | 1890           |
| Lecanactis dimelaenoides           | Egea & Torrente                             | 1992           |
| Lecanactis divergens               | (Fée) Nyl.                                  | 1858           |
| Lecanactis diversa                 | (Nyl.) Nyl.                                 | 1891           |
| Lecanactis diversula               | (Nyl.) Nyl.                                 | 1891           |
| Lecanactis doerfleri               | Zahlbr.                                     | 1906           |
| Lecanactis dolosa                  | (Duby) Müll. Arg.                           | 1862           |
| Lecanactis dryina                  | Vain.                                       | 1915           |
| Lecanactis dubia                   | G. Merr.                                    | 1923           |
| Lecanactis endorhoda               | Zahlbr.                                     | 1928           |
| Lecanactis enteroleuca             | Arnold                                      | 1871           |
| Lecanactis epileuca                | (Nyl.) Tehler                               | 1992           |
| Lecanactis epipolia                | (Ach.) Bagl.                                | 1857           |
| Lecanactis exigua                  | Egea & Torrente                             | 1994           |
| Lecanactis farinosa                | (Hepp) Egea, Torrente & Manrique            | 1993           |
| Lecanactis farinulenta             | (Müll. Arg.) Zahlbr.                        | 1923           |
| Lecanactis feeana                  | (Müll. Arg.) Zahlbr.                        | 1923           |
| Lecanactis flavidosella            | (Nyl.) Tehler                               | 1992           |
| Lecanactis flaviseda               | (Nyl.) Tehler                               | 1992           |
| Lecanactis flexans                 | Nyl.                                        | 1891           |
| Lecanactis flexuosa                | Nyl.                                        | 1891           |
| Lecanactis fraudans                | (Räsänen) Tehler                            | 1992           |
| Lecanactis fuliginosa              | (Turner & Borrer) Arnold                    | 1871           |
| Lecanactis gibberulosa             | (Ach.) Stizenb.                             | 1862           |
| Lecanactis grumosa                 | Fr.                                         | 1825           |
| Lecanactis heterocarpa             | Nyl.                                        | 1891           |
| Lecanactis homoeoides              | (Nyl.) Tehler                               | 1992           |
| Lecanactis illecebrosula           | (Müll. Arg.) Zahlbr.                        | 1923           |
| Lecanactis inferior                | (Müll. Arg.) Tehler                         | 1992           |
| Lecanactis insignior               | (Nyl.) Vain.                                | 1890           |
| Lecanactis jenikii                 | Vězda                                       | 1967           |
| Lecanactis kerguelensis            | C.W. Dodge                                  | 1948           |
| Lecanactis lactescens              | Zahlbr.                                     | 1909           |
| Lecanactis latispora               | Egea & Torrente                             | 1994           |
| Lecanactis lecanoroides            | Mont. & Bosch                               | 1856           |
| Lecanactis lecideina               | Eitner                                      | 1911           |
| Lecanactis leptoloma               | (Müll. Arg.) Zahlbr.                        | 1923           |
| Lecanactis leucophora              | Nyl.                                        | 1886           |
| Lecanactis limosescens             | Zahlbr.                                     | 1933           |
| Lecanactis lividula                | Vain.                                       | 1926           |
| Lecanactis lobata                  | (Flörke) Rabenh.                            | 1845           |
| Lecanactis luteola                 | (Follmann) Ertz & Tehler                    | 2011           |
| Lecanactis lynceoides              | (Müll. Arg.) Zahlbr.                        | 1923           |
| Lecanactis macrocarpa              | Zahlbr.                                     | 1927           |
| Lecanactis malmideoides            | Kalb & Aptroot                              | 2018           |
| Lecanactis mawsonii                | C.W. Dodge                                  | 1948           |
| Lecanactis mecistophora            | (C. Knight) D.J. Galloway                   | 1983           |
| Lecanactis medusula                | (Pers.) Arnold                              | 1884           |
| Lecanactis megaspora               | (G. Merr.) Brodo                            | 1975           |
| Lecanactis meiophragmia            | (Nyl.) D.J. Galloway                        | 1983           |
| Lecanactis minuta                  | Ertz, Flakus & Kukwa                        | 2015           |
| Lecanactis minutissima             | Weerakoon & Aptroot                         | 2016           |
| Lecanactis mollis                  | (Stirt.) Frisch & Ertz                      | 2014           |
| Lecanactis moseleyi                | (Cromb.) Zahlbr.                            | 1923           |
| Lecanactis myriadea                | (Fée) Zahlbr.                               | 1923           |
| Lecanactis nakajii                 | Vain. & Yasuda                              | 1921           |
| Lecanactis nashii                  | Egea & Torrente                             | 1992           |
| Lecanactis neozelandica            | Egea & Torrente                             | 1994           |
| Lecanactis obfirmata               | Nyl.                                        | 1883           |
| Lecanactis olivascens              | Egea, Sérus. & Torrente                     | 1996           |
| Lecanactis opponens                | (Nyl.) H. Olivier                           | 1911           |
| Lecanactis pallens                 | Zahlbr.                                     | 1941           |
| Lecanactis patellarioides          | (Nyl.) Vain.                                | 1915           |
| Lecanactis pezizoidea              | (Ach.) Nyl.                                 | 1858           |
| Lecanactis pictonica               | (Nyl.) H. Olivier                           | 1911           |
| Lecanactis planiuscula             | Mont. & Bosch                               | 1856           |
| Lecanactis platygraphoides         | (Müll. Arg.) Zahlbr.                        | 1923           |
| Lecanactis pleistophragmoides      | (Nyl.) Hellb.                               | 1896           |
| Lecanactis plocina                 | (Ach.) A. Massal.                           | 1860           |
| Lecanactis proximans               | (Nyl.) Zahlbr.                              | 1923           |
| Lecanactis pruinosa                | Eschw.                                      | 1833           |
| Lecanactis pseudamylacea           | Redón & Follmann                            | 1972           |
| Lecanactis punctiformis            | Mont.                                       | 1842           |
| Lecanactis pyrenocarpoides         | (Müll. Arg.) Zahlbr.                        | 1923           |
| Lecanactis quassiae                | (Fée) Zahlbr.                               | 1923           |
| Lecanactis ramosus                 | B. de Lesd.                                 | 1952           |
| Lecanactis ravenelii               | (Tuck.) R.C. Harris                         | 1990           |
| Lecanactis redingeri               | Zahlbr.                                     | 1941           |
| Lecanactis ricasolii               | A. Massal.                                  | 1852           |
| Lecanactis rockii                  | Zahlbr.                                     | 1912           |
| Lecanactis rubra                   | Ertz & Sérus.                               | 2009           |
| Lecanactis rufoatra                | (Müll. Arg.) Zahlbr.                        | 1923           |
| Lecanactis salicina                | Zahlbr.                                     | 1906           |
| Lecanactis saltelii                | B. de Lesd.                                 | 1907           |
| Lecanactis scopulicola             | Kantvilas                                   | 2021           |
| Lecanactis scotomma                | (Nyl.) Vain.                                | 1921           |
| Lecanactis scotommodes             | Vain.                                       | 1921           |
| Lecanactis serograpta              | Mont.                                       | 1842           |
| Lecanactis serpentinicola          | Räsänen                                     | 1946           |
| Lecanactis serpentosa              | (Nyl.) Nyl.                                 | 1891           |
| Lecanactis spermatospora           | Egea & Torrente                             | 1994           |
| Lecanactis sphaerobola             | Lettau                                      | 1932           |
| Lecanactis stellaris               | Egea & Aptroot                              | 1992           |
| Lecanactis subattingens            | (Nyl.) R.C. Harris                          | 1990           |
| Lecanactis subcaesia               | Malme                                       | 1926           |
| Lecanactis subcalcarea             | (Müll. Arg.) Stizenb.                       | 1891           |
| Lecanactis subdilleniana           | S.Y. Kondr., Lőkös & Hur                    | 2015           |
| Lecanactis subdryophila            | Follmann & Vězda                            | 1977           |
| Lecanactis subfarinosa             | (C. Knight) Hellb.                          | 1896           |
| Lecanactis subgrumulosa            | Egea, Torrente & Manrique                   | 1993           |
| Lecanactis subinusta               | Nyl.                                        | 1891           |
| Lecanactis submollis               | Ertz, Eb. Fisch., Killmann, Sérus. & Frisch | 2014           |
| Lecanactis submorosa               | Zahlbr.                                     | 1933           |
| Lecanactis subrigida               | (Nyl.) Nyl.                                 | 1891           |
| Lecanactis sulphurea               | Egea & Torrente                             | 1994           |
| Lecanactis takalae                 | Räsänen                                     | 1949           |
| Lecanactis tenella                 | (Eschw.) Kremp.                             | 1868           |
| Lecanactis tibelliana              | Egea & Torrente                             | 1994           |
| Lecanactis totarae                 | Zahlbr.                                     | 1941           |
| Lecanactis ulcerata                | (Müll. Arg.) Zahlbr.                        | 1923           |
| Lecanactis unghvariensis           | Szatala                                     | 1925           |
| Lecanactis varians                 | Nyl.                                        | 1859           |
| Lecanactis vulgaris                | Fr.                                         | 1831           |
| Lecanactis werneri                 | (Faurel, Ozenda & Schotter) Egea & Torrente | 1989           |
| Lecanactis xanthococcoides         | Vain.                                       | 1928           |
| Lecanactis zahlbruckneri           | Herre                                       | 1907           |